# 大刺鳅
大刺鳅（学名：Mastacembelus armatus）为輻鰭魚綱合鰓目刺鳅科刺鳅属的一種，俗名锯齿泥鳅、带刀鱼、猪妈锯、刀鳅。

## 分布
本魚分布於亞洲地區的河川，包括中国南部及西南部、越南、寮國、泰國、柬埔寨、緬甸、印度、不丹、尼泊爾、印尼、巴基斯坦、馬來西亞、斯里蘭卡等。

## 特徵
本魚體修長，上部分為金黃色，下半部為深褐色，腹面有兩排橢圓形斑塊。臀鰭、背鰭及尾鰭，在魚體後部連接成一片。背鰭硬棘33至40枚；背鰭軟條67至82枚；臀鰭軟條67至83枚；脊椎骨87至98枚，體長可達90公分。

## 生態
本魚多生活于有石块的江河底层、或岸边有水草处以及在乱石缝隙中。屬肉食性，通常於夜間活動，具侵略性，以底棲昆蟲、蠕蟲等為食。

## 經濟利用
在原產地為食用魚，另外也具觀賞的價值。